# Wilhelm Holczabek

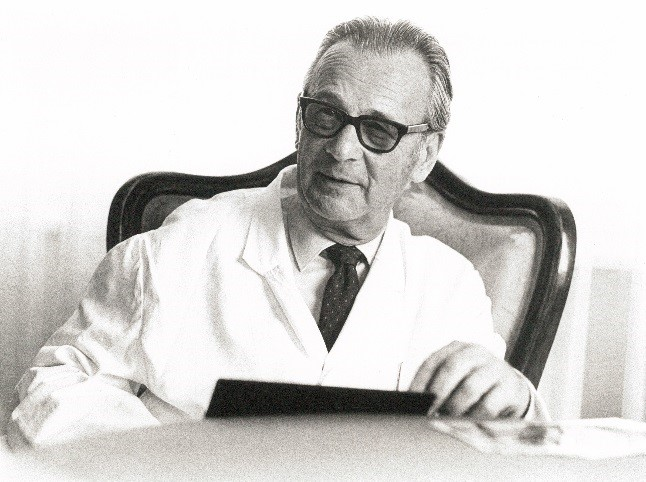
Wilhelm Holczabek

Wilhelm Holczabek (* 8. Mai 1918 in Wien; † 17. Juli 2001 ebenda) war ein österreichischer Gerichtsmediziner und Universitätsprofessor.

## Leben
Wilhelm Holczabek wuchs in Wien auf und maturierte 1936. Anschließend studierte er Medizin und promovierte 1942. Schon im Folgejahr begann er an der Gerichtsmedizin in Wien. Nur kurz war er auch an der 1. Medizinischen Universitätsklinik unter Ernst Lauda tätig. Anschließend arbeitete er wieder an der Gerichtsmedizin. 1965 wurde er außerordentlicher Professor. Im Jahr 1973 wurde er nach Leopold Breitenecker Vorstand des Instituts für Gerichtsmedizin.
Holczabek war an der Universität Wien in den Jahren 1981 bis 1985 Rektor und von 1986 bis 1989 Dekan der medizinischen Fakultät. Am Institut für gerichtliche Medizin Wien folgte er 1973 seinem Lehrer Leopold Breitenecker als Leiter. Die Lehrkanzel führte er bis 1989. Als Gerichtsmediziner führte er auch zahlreiche internationale Untersuchungen durch. Er war ein Jahrzehnt lang Präsident der Gesellschaft der Ärzte in Wien, deren Modernisierung, Demokratisierung und Digitalisierung er gemeinsam mit Harald Kritz vorantrieb. Die Gesellschaft der Ärzte gedenkt seiner und den 2018 erstmals (jährlich) nach ihm benannten Preis für außerordentliches Engagement in der Gesellschaft.
Verheiratet war er mit Lucie Neudecker, Schauspielerin am Theater in der Josefstadt.
Begraben ist Holczabek auf dem Friedhof von Hinterbrühl.

## Auszeichnungen
- 1996: Preis der Stadt Wien für Medizinische Wissenschaften

## Werke
- Gerichtliche Medizin – Mutterdisziplin der begutachtenden Medizin, 1992.